# Creación de Arda
En el legendarium de J. R. R. Tolkien, la Creación de Arda es la historia de los orígenes de Arda, el mundo que sirve de habitación para los Hijos de Ilúvatar, y que forma parte del Eä.
Arda abarca diversos mares y océanos, como el Ekkaia, el Belegaer, etc. y algunos mares interiores. Además, forman parte de ella los continentes de Endor —la Tierra Media—, Aman "la Bienaventurada", Rómenor —las Tierras Vacías— y Hyarmendor —las Tierras Oscuras, originalmente parte del sur de la Tierra Media—, así como diversas islas mayores o menores. Sin embargo, a veces se considera como «Tierra Media» a todos los continentes sin contar a Aman, y no a un solo continente, como a veces se considera también «Arda» no solo al ficticio planeta Tierra, sino también al cielo y sus astros.

## Mito
La creación de Arda es un mito sobre la creación del universo y como tal contiene elementos que le dan características singulares:
1. Una explicación del Origen de la naturaleza y el universo (incluido el origen de los seres ficticios que son parte de la obra de Tolkien) a partir de un Principio Creador.
2. Un Némesis que, desde el punto de vista de Tolkien, en un inicio viene del Principio Creador.
3. Una Caída, precisamente del Némesis.
4. Una Oferta de Redención o Salvación, pero que para ser efectiva el caído debe tomar Libremente.
5. Una explicación del Sentido que tiene la historia a desarrollarse después, a partir de la Creación.

Estos elementos son recurrentes en la obra de Tolkien, y aparecen también en otras partes (v.gr. la caída de los Noldor, la caída de Númenor, la destrucción del anillo único, etc.). Así mismo, estos elementos reflejan claramente el modo de pensar y las creencias de J.R.R. Tolkien.

## Resumen
La creación del mundo se da por obra de la música. Ilúvatar, un ser Único, crea a los Ainur, seres espirituales que vendrán a ser músicos, y los artífices de la música que Ilúvatar propone para crear el mundo físico. En primer lugar, Eru crea a los Ainur y los instruye en la música. Después les propone un tema que, sin saberlo ellos, será el tema de la Creación. Los Ainur cantan el tema, y aunque surgen los conflictos —en especial con el más dotado de los Ainur, Melkor—, el Ilúvatar termina dando la última nota. Entonces Eru les muestra su música recién ejecutada, hecha una visión, que resulta ser el su plan para crear el mundo físico. Por último el Eru le da ser a las cosas que habían formado parte de la visión, producto ésta a su vez de la música de los Ainur, y les permite a algunos de ellos entrar en el recién creado Eä para darle forma y terminar por crear Arda, la Tierra, donde habitarán según los planes de Ilúvatar —y que no fueron cantados por ningún Ainu, sino que vinieron exclusivamente de las intervenciones de él — los Hijos de Ilúvatar, elfos y hombres, y también los enanos, sus hijos adoptivos más pequeños.

## La creación de los Ainur
En el principio, cuando nada existía, Eru, "el Único" —llamado Ilúvatar por los elfos—, creó a los Ainur, los cantores, cada uno producto de una parte de la mente de Eru. Y a cada uno, Eru le fue enseñando cómo hacer su propia música, pues cada uno entendía solo la parte de la mente de Eru de la cual provenía. Sin embargo algunos ya estaban unidos entre sí desde el inicio, y así su música siempre armonizaba.
De entre todos los Ainur, había uno que era el más grandioso, el más dotado y el más talentoso: Melkor, el primer Ainu creado por Eru. Melkor era el único de los Ainur que tenía al menos una parte de los talentos que todos los demás Ainur tenían para sí. Sin embargo, Melkor era también el más egoísta, impaciente y orgulloso de todos, y solía salir a los límites de los aposentos de Eru a contemplar el vacío —pues en el principio de los tiempos, aún no existía nada—, y éste lo impacientaba, pues pensaba que siendo Eru tan poderoso, ya podría haberse encargado de crear algo que ocupara el vacío. Y así es como empezó a desear la Llama Imperecedera, el poder con el que Eru crea las cosas, para sí mismo, y para entonces él crear cosas de su propio ingenio, y así dominarlas, y ser llamado «creador» y «señor» de ellas. Sin embargo, por más que buscó y buscó, nunca encontró la Llama Imperecedera, pues ciego como estaba a causa de la obsesión por el dominio, no se daba cuenta de que la Llama estaba en Eru, y que la Llama era Eru. Por eso a partir de entonces Melkor no fue capaz de crear nada original, y las cosas que él hacía siempre eran perversiones o destrucciones de lo que otros antes hubieran creado.

## Los temas de Arda
Llegó el día, cuando todos los Ainur estuvieron preparados, en que Eru los reunió en torno a sí y les propuso entonces un tema para hacer una música magistral. Este tema, hablaba de cosas que no existían, y sin embargo cuando hubo terminado, los Ainur quedaron maravillados de lo bello que era el tema. Eru entonces les dijo que su deseo era ahora que, ya que el tema estaba propuesto, cada uno cantara e hiciera música con sus propios dones para que el tema fuera una música, la más grande música jamás creada. Y los Ainur, de acuerdo, comenzaron cada uno a hacer la música de acuerdo al tema propuesto por Eru, y éste sentado en su trono, los escuchaba complacido. Así fue como comenzó la Música de los Ainur, y cada uno tenía voces como de distintos instrumentos, de cuerda y de viento y percusiones. Y conforme la música comenzó, esta evolucionaba por sí sola, adecuándose a los deseos de sus ejecutores, pero a la vez cambiando de maneras magistrales y bellas.
De pronto, Melkor, el más orgulloso de los Ainur, comenzó a buscar una parte destacada de su papel en la música. Por tanto, comenzó a incluir en su propia música los pensamientos diferentes a los de sus pares que había desarrollado estando solo en el vacío. Y su música comenzó a hacerse estridente y fuerte, como cañones, imponente y orgullosa, pero discordante con el resto de la armonía. Y entonces, algunos Ainur que estaban alrededor, al escucharlo, comenzaron a hacer su música como la de Melkor, y a hacerla armonizar con la que ahora Melkor estaba descomponiendo. Sin embargo otros de los Ainur, espantados por el poder de la música de Melkor, comenzaron a caer en silencio, y a mirar a Eru expectantes y con miedo, mientras que algunos otros reforzaban su música, que seguía acorde con el tema de Eru, tratando de dominar otra vez la música de Melkor, y sin embargo no podían del todo. Entonces Eru, sonriendo, levantó una de sus manos, y comenzó un nuevo tema, fuerte también, pero no estridente, que contra los cañonazos sonaba como la furia del mar, y la música de Melkor comenzó a acallarse, pero este no se dejó vencer tan fácilmente y renovó su música, más fuerte y poderosa aún, y más orgullosa y llena del propio odio que Melkor iba gestando en su interior. Entonces más Ainur callaron y al ver a Eru, este tenía el rostro serio, y levantó entonces su otra mano. Y comenzó otro tema que nadie al principio percibió, pues era un tema suave, lento, débil, pero que en su pequeñez, cobraba fuerza, y en su debilidad grandeza, y poco a poco el tema de Melkor se veía apocado, vencida su imponencia por la pequeñez. Sin embargo Melkor retomó fuerzas y una vez más su tema continuó, tratando de ahogar el nuevo tema de Eru; entonces todos los Ainur callaron y al voltear a ver a Eru, vieron que su rostro mostraba una furia terrible; y al levantar el Único ambas manos, sonó un profundo acorde, luego del cual todo cayó en silencio. Así terminó la Música de los Ainur.
Eru se dirigió a los Ainur, diciéndoles que efectivamente todos eran poderosos, pero que Melkor era más poderoso que cualquiera, y dirigiéndose a él, le dijo que aun así llegaría el día en que aprendería que incluso su discordancia y su orgullo no terminarían en otra cosa que en la gloria de la obra de Eru, pues de él venía y a él iba todo lo que él hiciera. Melkor, en silencio y humillado, creció más en orgullo y en sus propias ansias de dominio.

## La visión de los Ainur
Después de esto, Eru se dirigió otra vez a todos los Ainur y les dijo que iban a poder ver la música que habían interpretado; y Eru les mostró todo lo que habían cantado como una gran visión que llenó el vacío: cada Ainu iba reconociendo en la visión una parte de su música, y sin embargo ninguno logró abarcar con su mirada todo lo que la visión contenía, algunos veían más y otros menos, y algunos se enfocaban más en unas cosas que en otras. Y vieron entonces la inmensidad del mundo; sus estrellas, de las que cantó Varda, por los elfos llamada Elbereth y la más querida de los Ainur, y dentro de todo ello, la visión se fue concentrando en un punto insignificante, donde yacía un globo azul que por los elfos sería llamado Arda, la Tierra, y en él había mares, nubes, ríos y glaciares, de los que sin saberlo cantó Ulmo, y con las nubes jugaba el viento del que cantó Manwe, el Ainu más poderoso luego de Melkor, y que en la concepción de Eru eran hermanos; Manwe y Varda siempre estuvieron muy unidos y sus designios iban de la mano, y por la forma en que el viento y las nubes jugaban, Manwe y Ulmo siempre estuvieron de acuerdo en sus designios. Y vieron las montañas y la tierra, y todo lo que ella tenía adentro, como las gemas y los minerales, de los que cantó Aulë, un Ainu con un poder casi equiparable al de Melkor, y con un deseo de crear también cosas nuevas, pero no de dominarlas, sino de donarlas para que sirvieran a otros usos. Pudieron ver a los kelvar y olvar, los animales y plantas de los que cantó Yavanna, que estaba muy unida a Aulë. Fue entonces cuando todos se maravillaron al ver caminar sobre Arda a unas criaturas que ninguno de ellos había cantado, que no estaban en el pensamiento de ninguno de ellos hasta que los vieron en la visión, y entonces supieron que eran obra de Eru mismo, que él había intervenido en la música poniendo también de su parte, embelleciéndola, y vieron así a los Hijos de Ilúvatar, elfos y hombres, caminando en Arda. Y ante esta visión, muchos se maravillaron a causa de los Hijos de Eru, y querían conocerlos para enseñarles y guiarles, pero otros, entre ellos Melkor más que ninguno, desearon dominarlos ser llamados «señor» por ellos. Y entonces, cuando la visión iba un poco avanzada, se detuvo, y así es como los Ainur saben de muchas cosas que suceden y sucederán en Arda antes de que ocurran, pues estuvieron presentes en la visión de Eru.

## La creación de Eä
Cuando la visión cesó todos se entristecieron pues solo quedó de nuevo el vacío ante ellos, pero Eru les dijo que ahora él iba a hacer realidad esa visión, pues sabía que ese era el deseo de los Ainur: que su música perdurara. Y entonces lanzó la Llama Imperecedera al vacío y dijo "¡Eä!, ¡que sean estas cosas!", y así comenzó todo y el vacío dejó de existir en aquella región donde existen mundo físico.
Por último, Eru les dijo a los Ainur que sabía que algunos de ellos deseaban más que nada ir al Eä y hacer realidad lo que su música había sido y lo que habían visto en la visión de Eru, y por lo tanto les permitió salir de sus aposentos para entrar en el mundo, pero con la condición de que no podrían volver hasta que el tiempo terminara. Los que se quedaran estarían al lado de Eru también hasta el final. Y entonces varios de los Ainur que así lo deseaban se apartaron de Eru para descender al Eä, precedidos por Melkor que antes que ningún otro quería corromper la obra de los demás Ainur para poder dominarla, y destruirla si no iba acorde a sus planes. Mucho tiempo pasó antes de que Arda fuera formada, dentro de la inmensidad de Eä, que ni los hombres ni los elfos pueden concebir, tiempo en el que los Valar y los Maiar trabajaban en las inmensidades.

## Los Valar y los Maiar
Así entraron en Eä los Ainur, para comenzar a crear lo que en su música cantaron de acuerdo al tema de Eru, y lo que vieron en la visión que Eru les mostró. De entre los Ainur que entraron en Eä, los más poderosos fueron conocidos por los elfos como los Valar, "los Poderes de Arda". De entre todos ellos, el más poderoso y el más grande fue Melkor, y tiempo después se le conoció entre los Hijos de Ilúvatar por otros nombres a causa de su obras —debido a las cuales dejó de ser contado entre los Valar—, como Morgoth el Señor Oscuro y Bauglir el Opresor. Manwe, Vala de los vientos, y Varda, valië de las estrellas, son los Valar más queridos por los elfos de la Tierra Media; seguidos por Ulmo, vala de las aguas, que no ha dejado de preocuparse por las criaturas de la Tierra Media y que vive solo. Están también Aulë, Vala de la tierra y sus tesoros, y la creadora de la vida es Yavanna, su esposa, Valië de los olvar y kelvar. También están Oromë el Cazador, y su esposa Vána; Námo (o Mandos), vala del destino, y su esposa Vairë, valië del tiempo; Irmo, Vala de las visiones, y su esposa Estë; y Nienna, Valië del consuelo y la compasión, que es hermana de Námo y de Irmo; y Nessa que poco después de que Tulkas, el Vala guerrero (y el último de los Valar) llegó a Arda, se casó con él. De todos ellos, Manwë era el líder, ya que además de ser muy poderoso, era el que más comprendía los propósitos de Eru y se mantenía fiel a ellos. Era el único Ainu que aun después de descender al Eä, podía mantener una comunicación directa con el Único.
Al resto de los Ainur que entraron en Eä se les conoce como los Maiar, y cada Maia tiene un carácter que va de acuerdo con alguno de los Valar, excepto con Melkor al que nadie sigue al inicio, y forman su pueblo y les sirven. La cantidad de Maiar que entraron en Eä es desconocida, y sus nombres también, aunque algunos de ellos tienen nombres que son recordados por elfos y hombres por las cosas que llegaron a hacer, como Melian. De ella nació Lúthien, la más hermosa de entre los Hijos de Ilúvatar, al casarse con Elwë, un elfo de la raza de los elfos Teleri. Melian era un caso excepcional, pues ningún Ainu puede concebir hijos y las uniones de esposos que hay entre los Valar y Maiar se dan tan solo por sus afinidades de carácter, más que de unión sexual, pues los Ainur son espíritus y no tienen cuerpo, y si se les ve con cuerpo es solo porque ellos deciden tomar uno para hacerse visibles, de acuerdo a su carácter, como una persona que se pondría una vestimenta. También de entre los Maiar son famosos los Valaraukar, que en la Tierra Media fueron conocidos como Balrogs, los espíritus de fuego que se aliaron con Melkor dejando atrás a los Valar a los que servían originalmente. Lo mismo pasó con Sauron, que era un maia de Aulë, y que se convirtió en el segundo al mando de las fuerzas de Melkor y causó mucho daño a los pobladores de la Tierra Media. Ossë, el Maia de los mares agitados, es un maia de Ulmo, que por un tiempo se pasó al lado de Melkor, pero su esposa Uinen, la Maia de los mares tranquilos, lo regresó al lado de Ulmo, quien lo perdonó; pero no por eso Ossë dejó atrás su gusto por la violencia en los mares por la que los marineros aún le temen. Olórin, un Maia de Irmo pero que estaba muy apegado a Nienna, de la que aprendió la compasión, era otro de los Maiar que permaneció con los Valar. Pasaba entre los elfos inadvertido, y sin que ellos se lo pudieran explicar, siempre les levantaba los ánimos y les devolvía la esperanza. Olórin no es otro sino el mismo Gandalf que en la Tercera Edad de la Tierra Media ayudó a los pueblos libres —elfos, hombres, hobbits y enanos— a combatir a Sauron. Entre otros Maiar se encuentran también Arien, la Maia de fuego, similar a los Valaraukar pero que no se dejó pervertir por Melkor, y que es la encargada de llevar al Sol por los cielos; y Tilion, un Maia cazador de Oromë a quien se le encargó el honor de llevar a la Luna por los cielos. También Eönwë, el heraldo de Manwë e Ilmarë, la primera dama de Varda.
Con el establecimiento de los Ainur en la Tierra Media, comienzan las Edades de las Lámparas.
| Predecesor: Origen cronológico de Arda | Historia de Arda | Sucesor: Edades de las Lámparas |

- Datos: Q5790638